# Unione Sportiva Arsenaltaranto 1999-2000
Questa voce raccoglie le informazioni riguardanti il Taranto Calcio nelle competizioni ufficiali della stagione 1999-2000.

## Rosa
| N. |                    | Ruolo | Calciatore          |
| -- | ------------------ | ----- | ------------------- |
|    | Italia (bandiera)  | C     | Bruno Baldari       |
|    | Italia (bandiera)  | A     | Antonino Barraco    |
|    | Italia (bandiera)  | C     | Gianfranco Campioli |
|    | Albania (bandiera) | C     | Domenico Cela       |
|    | Italia (bandiera)  | A     | Domenico D'Antò     |
|    | Italia (bandiera)  | A     | Tiziano D'Isidoro   |
|    | Italia (bandiera)  | A     | Cosimo De Luca      |
|    | Italia (bandiera)  | C     | Antonio Dell'Oglio  |
|    | Italia (bandiera)  | D     | Claudio Ferri       |
|    | Italia (bandiera)  | P     | Piergraziano Gori   |
|    | Italia (bandiera)  | A     | Domenico Guzzetti   |
|    | Italia (bandiera)  | D     | Davide Migliozzi    |

| N. |                   | Ruolo | Calciatore         |
| -- | ----------------- | ----- | ------------------ |
|    | Italia (bandiera) | C     | Sergio Magno       |
|    | Italia (bandiera) | D     | Claudio Miale      |
|    | Italia (bandiera) | D     | Davide Migliozzi   |
|    | Italia (bandiera) | D     | Francesco Nettis   |
|    | Italia (bandiera) | C     | Giuseppe Orsini    |
|    | Italia (bandiera) | A     | Christian Pacetti  |
|    | Italia (bandiera) | C     | Nicola Pizzolla    |
|    | Italia (bandiera) | C     | Vincenzo Rubino    |
|    | Italia (bandiera) | D     | Giovanni Sacco     |
|    | Italia (bandiera) | P     | Gianpaolo Spagnulo |
|    | Italia (bandiera) | C     | Vincenzo Stasi     |
|    | Italia (bandiera) | C     | Cosimo Zangla      |

## Risultati

### Serie D

#### Girone di andata
| Arbitro: | Durante (San Benedetto del Tronto) |

|                                                        |           |  |
| Prisciandaro 11’, 57’, 60’, 72’ Gulino 75’ (rig.), 78’ | Marcatori |  |

| Arbitro: | Celi (Bari) |

|                           |           |  |
| Pizzola 27’ Migliozzi 91’ | Marcatori |  |

| Arbitro: | Nappi (Napoli) |

|                |           |                           |
| Ciardiello 90’ | Marcatori | 35’ (rig.), 59’ D'Isidoro |

| Arbitro: | Rizzo (Rossano) |

|                                                        |           |               |
| Migliozzi 16’ De Luca 56’, 67’ D'Antò 69’ Campioli 81’ | Marcatori | 22’ De Pandis |

| Arbitro: | Pennino (Frattamaggiore) |

|               |           |                                    |
| Lattanzio 18’ | Marcatori | 27’ (rig.) De Luca 48’, 58’ D'Antò |

| Arbitro: | Elia (Lecce) |

|                                   |           |              |
| Ruscitti 23’ (aut.) D'Isidoro 54’ | Marcatori | 41’ Di Capua |

| Taranto 17 ottobre 1999 7ª giornata | Arsenaltaranto      | 0 – 0 | Virtus Locorotondo | Stadio Erasmo Iacovone\| Arbitro: \| Grugliano (Crotone) \| |
| Arbitro:                            | Grugliano (Crotone) |       |                    |                                                             |

| Arbitro: | Chiantini (Avezzano) |

|  |           |                                                 |
|  | Marcatori | 47’ (rig.) D'Isidoro 60’ Dell'Oglio 90+2’ Magno |

| Arbitro: | Iannacone (Avellino) |

|                            |           |                 |
| Campioli 70’ Migliozzi 90’ | Marcatori | 73’ Taraborelli |

| Arbitro: | Torella (Roma) |

|             |           |            |
| Tedesco 30’ | Marcatori | 78’ D'Antò |

| Arbitro: | Angotti (Catanzaro) |

|                |           |             |
| Dell'Oglio 55’ | Marcatori | 90’ Ravalli |

| Arbitro: | Casotti (Napoli) |

|              |           |  |
| Acquavia 50’ | Marcatori |  |

| Arbitro: | De Renzo (Ostia) |

|                                               |           |  |
| Campioli 16’ (rig.), 60’ Magno 75’ D'Anto 87’ | Marcatori |  |

| Arbitro: | Camilli (Roma) |

|  |           |                |
|  | Marcatori | 82’ Dell'Oglio |

| Arbitro: | Barbalich (Pesaro) |

|                          |           |  |
| D'Isidoro 19’ D'Anto 48’ | Marcatori |  |

| Martina Franca 9 gennaio 2000 16ª giornata | Martina        | 0 – 0 | Arsenaltaranto | Stadio Giuseppe Domenico Tursi\| Arbitro: \| Nappi (Napoli) \| |
| Arbitro:                                   | Nappi (Napoli) |       |                |                                                                |

| Arbitro: | Partipilo (Bari) |

|                                    |           |  |
| D'Isidoro 21’, 56’ D'Antò 25’, 74’ | Marcatori |  |

#### Girone di Ritorno
| Arbitro: | Gentile (Catanzaro) |

|                               |           |                  |
| Pizzolla 15’, 64’ Ferri 90+5’ | Marcatori | 48’ (aut.) Ferri |

| Taurisano 30 gennaio 2000 19ª giornata | Taurisano        | 0 – 0 | Arsenaltaranto | Stadio Comunale di Taurisano\| Arbitro: \| Saveri (Viterbo) \| |
| Arbitro:                               | Saveri (Viterbo) |       |                |                                                                |

| Arbitro: | Fabiano (Salerno) |

|                          |           |              |
| D'Antò 24’ D'Isidoro 84’ | Marcatori | 54’ Leonetti |

| Arbitro: | Roselli (Molfetta) |

|           |           |                          |
| Tursi 80’ | Marcatori | 24’ D'Isidoro 55’ D'Antò |

| Arbitro: | Durante (San Benedetto del Tronto) |

|                                   |           |                      |
| Campioli 68’ D'Isidoro 82’ (rig.) | Marcatori | 64’ (rig.) Pozziello |

| Arbitro: | Cannella (Palermo) |

|                |           |                      |
| Bellacicco 76’ | Marcatori | 61’ (rig.) D'Isidoro |

| Arbitro: | Campagna (Ostia Lido) |

|                  |           |                               |
| Ferri 13’ (aut.) | Marcatori | 12’ Ferri 61’ (rig.) Campioli |

| Arbitro: | Gialluisi (Barletta) |

|          |           |  |
| Ferri 4’ | Marcatori |  |

| Vasto 19 marzi 2000 26ª giornata | Pro Vasto         | 0 – 0 | Taranto | Stadio Aragona\| Arbitro: \| Starnini (Cesena) \| |
| Arbitro:                         | Starnini (Cesena) |       |         |                                                   |

| Taranto 26 marzo 2000 27ª giornata | Arsenaltaranto  | 0 – 0 | Casarano | Stadio Erasmo Iacovone\| Arbitro: \| Banti (Livorno) \| |
| Arbitro:                           | Banti (Livorno) |       |          |                                                         |

| Isernia 2 aprile 2000 28ª giornata | Isernia          | 0 – 0 | Arsenaltaranto | Stadio Mario Lancellotta\| Arbitro: \| Cocchi (Firenze) \| |
| Arbitro:                           | Cocchi (Firenze) |       |                |                                                            |

| Arbitro: | Evangelista (Avellino) |

|                        |           |               |
| D'Antò 42’ Baldari 75’ | Marcatori | 90+3’ Potenza |

| Arbitro: | Ribecai (Livorno) |

|           |           |  |
| Porro 75’ | Marcatori |  |

| Arbitro: | Zambon (Padova) |

|              |           |  |
| Campioli 80’ | Marcatori |  |

| Arbitro: | Rubino (Salerno) |

|  |           |                           |
|  | Marcatori | 59’ Barraco 64’ D'Isidoro |

| Arbitro: | Capozzi (Vicenza) |

|                 |           |  |
| D'Isidoro 45+1’ | Marcatori |  |

| Arbitro: | Rocchi (Orvieto) |

|           |           |                                  |
| Spera 80’ | Marcatori | 20’ (rig.) D'Isidoro 63.’ D'Antò |

### Coppa Italia Serie D
| Altamura 22 agosto 1999 Primo Turno (andata) | Altamura       | 0 – 0 | Arsenaltaranto | Stadio Tonino D'Angelo\| Arbitro: \| Tota (Termoli) \| |
| Arbitro:                                     | Tota (Termoli) |       |                |                                                        |

| Arbitro: | Mirto (Lecce) |

|                                             |                      |                                                |
| Campioli Dell'Oglio D'Isidoro Magno De Luca | Tiri di rigore 4 – 3 | D'Emilio Bellacicco Ruscitti Tafuni Deruggiero |

| Arbitro: | Santarcangelo (Matera) |

|                                    |           |  |
| Ghirardelli 7’, 35’ Margoleo 90+3’ | Marcatori |  |

| Arbitro: | Carriero (Barletta) |

|              |           |                             |
| D'Isidoro 1’ | Marcatori | 38’ Ghirardelli 53’ Gesuito |